# Liolophura tenuispinosa
Liolophura tenuispinosa is een keverslakkensoort uit de familie van de Chitonidae. De wetenschappelijke naam van de soort is voor het eerst geldig gepubliceerd in 1939 door Leloup.